# Sorex orizabae
Sorex orizabae és una espècie de mamífer de la família de les musaranyes (Soricidae) endèmica de Mèxic. El seu nom específic, orizabae, significa ‘de l'Orizaba’ en llatí.